# Église Saint-Denis de Saint-Denis-sur-Huisne
L'église Saint-Denis est une église catholique située à Saint-Denis-sur-Huisne, en France.

## Localisation
L'église est située dans le département français de l'Orne dans la commune de Saint-Denis-sur-Huisne, ancienne commune de Saint-Denis-sur-Oigne.

## Historique
L'édifice est bâti au XIIe siècle et fait l'objet de travaux importants au XVIe siècle.
L'édifice est inscrit au titre des monuments historiques le 13 août 2004.